# Lobophyllia pachysepta
Lobophyllia pachysepta är en korallart som beskrevs av Auguste Jean Baptiste Chevalier 1975. Lobophyllia pachysepta ingår i släktet Lobophyllia och familjen Mussidae. IUCN kategoriserar arten globalt som nära hotad. Inga underarter finns listade i Catalogue of Life.